# バイコニカル・アンテナ
バイコニカル・アンテナ（英語: biconical antenna）は連続的に自己相似となる形状をしていて、2つの円錐からなるアンテナである。

## 原理

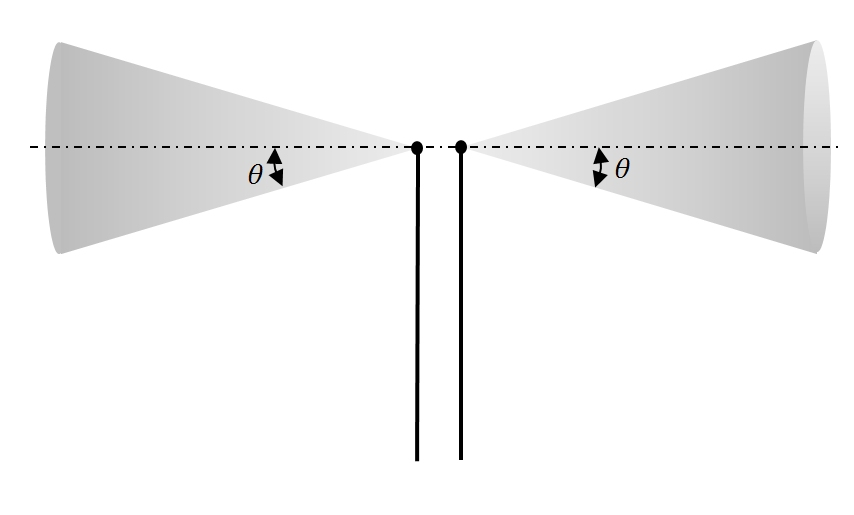
バイコニカル・アンテナの原理図

バイコニカル・アンテナの中心軸を {\displaystyle z} 軸とし、{\displaystyle z} 軸に対する円錐の開き角を{\displaystyle \theta }とすると、無限長バイコニカル・アンテナの入力インピーダンス{\displaystyle Z}[Ω]は次式で表される。
{\displaystyle Z\approx 120\ln \cot {\frac {\theta }{2}}}
この式から明らかなように、無限長バイコニカル・アンテナの入力インピーダンスは周波数に関係なく、円錐の開き角のみで決定される。つまり、無限長バイコニカル・アンテナは定インピーダンス特性を有している。

## 実際のバイコニカル・アンテナ

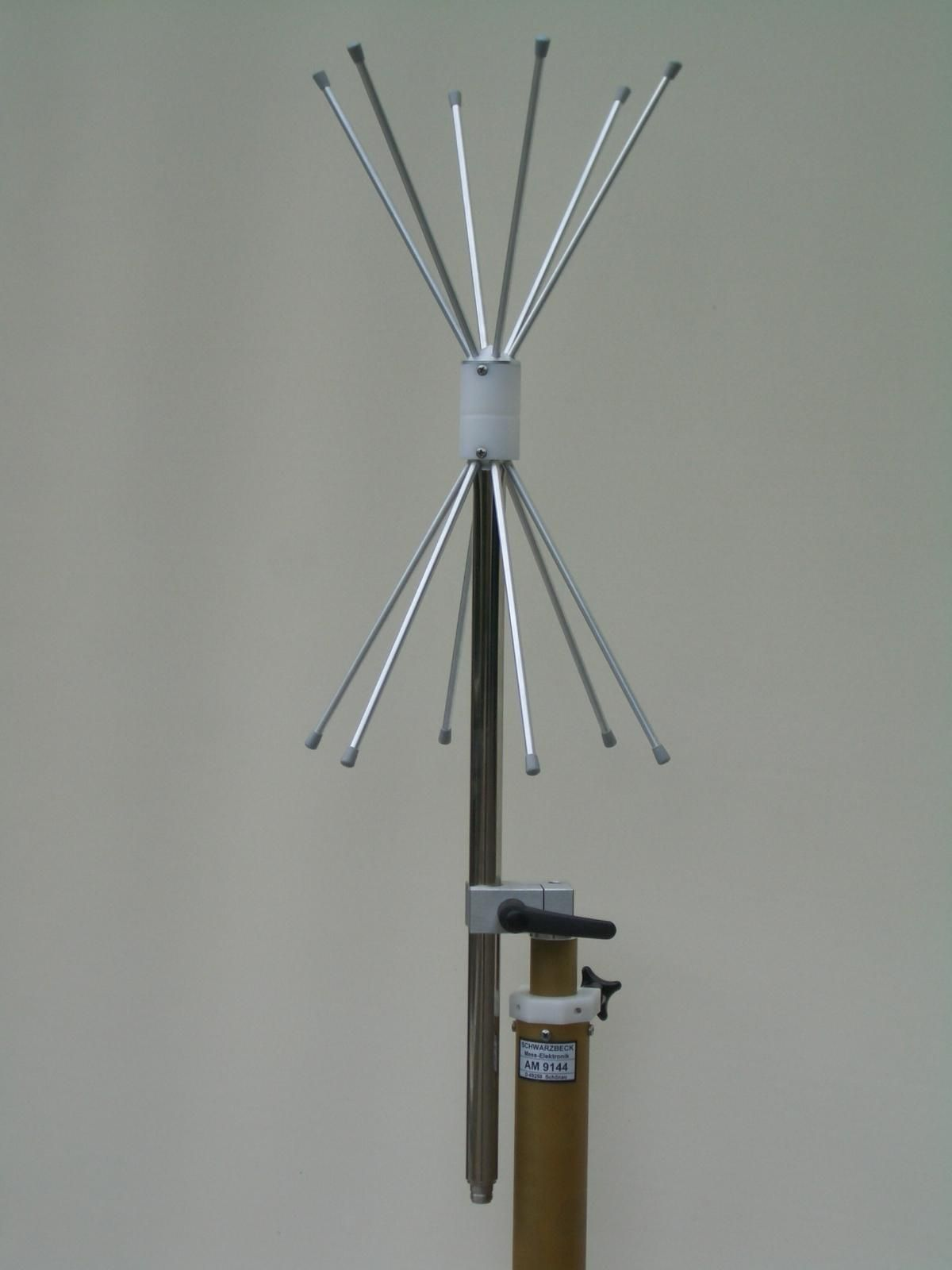
実際のバイコニカル・アンテナ

実際には無限長のバイコニカル・アンテナを作ることはできないので、使用に適した長さの有限長バイコニカル・アンテナが作られる。理論上は円錐の板状アンテナだが、十分な本数の金属棒で近似して製作される場合もある。